# Österskans

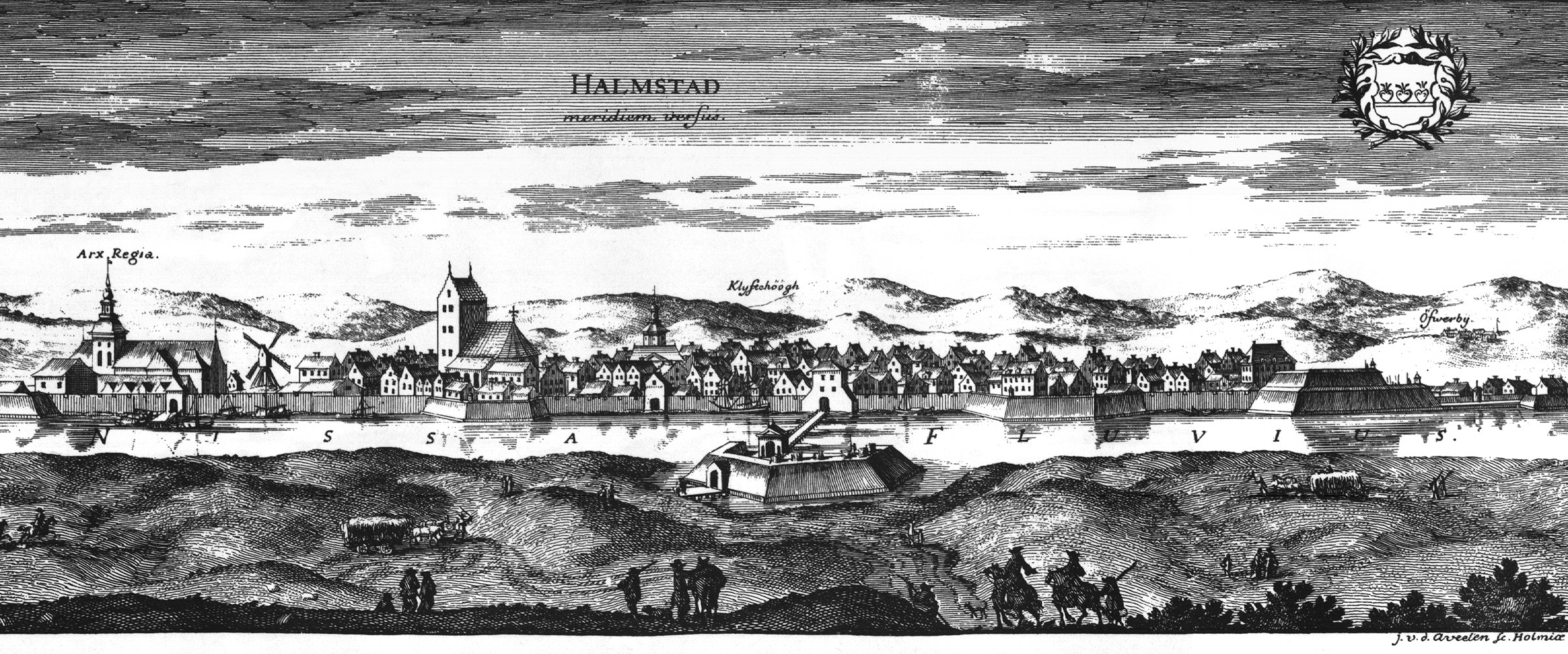
Halmstad omkring 1700, med Österskans i förgrunden i mitten av bilden

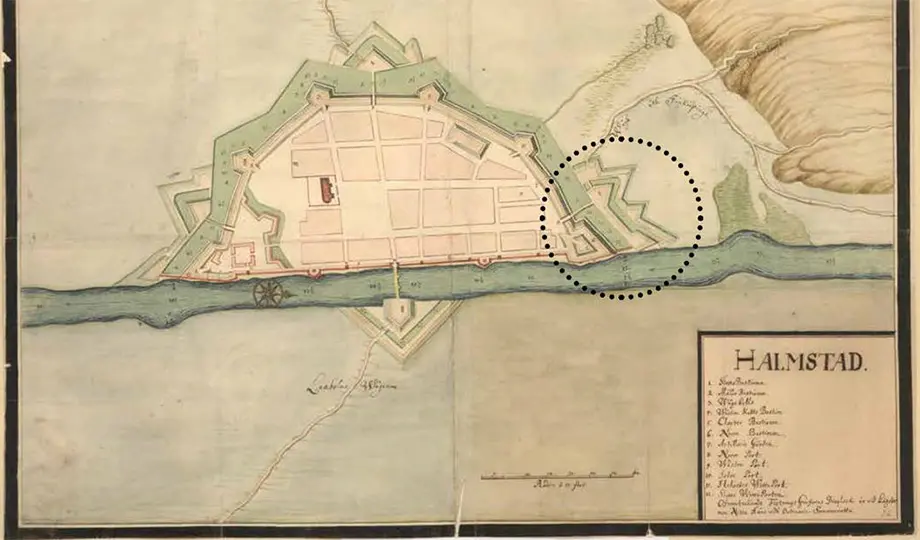
Karta över Halmstad på 1600-talet. Ravelinen Österskans ses mitt i bilden

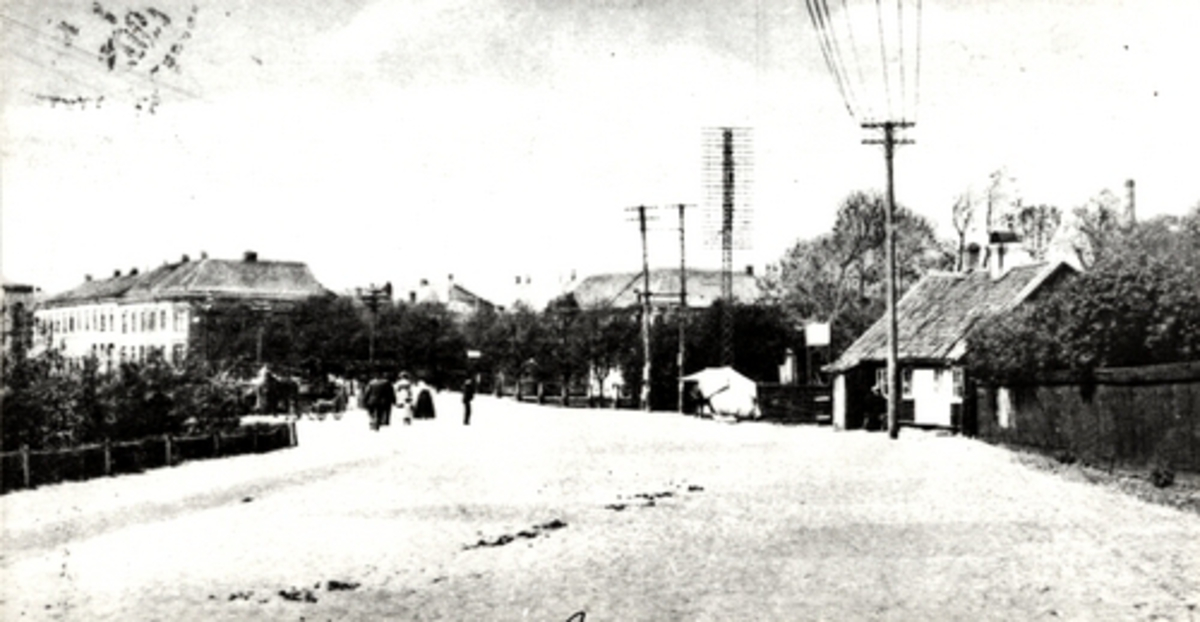
Laholmsvägen vid Österskans, tidigt 1900-tal

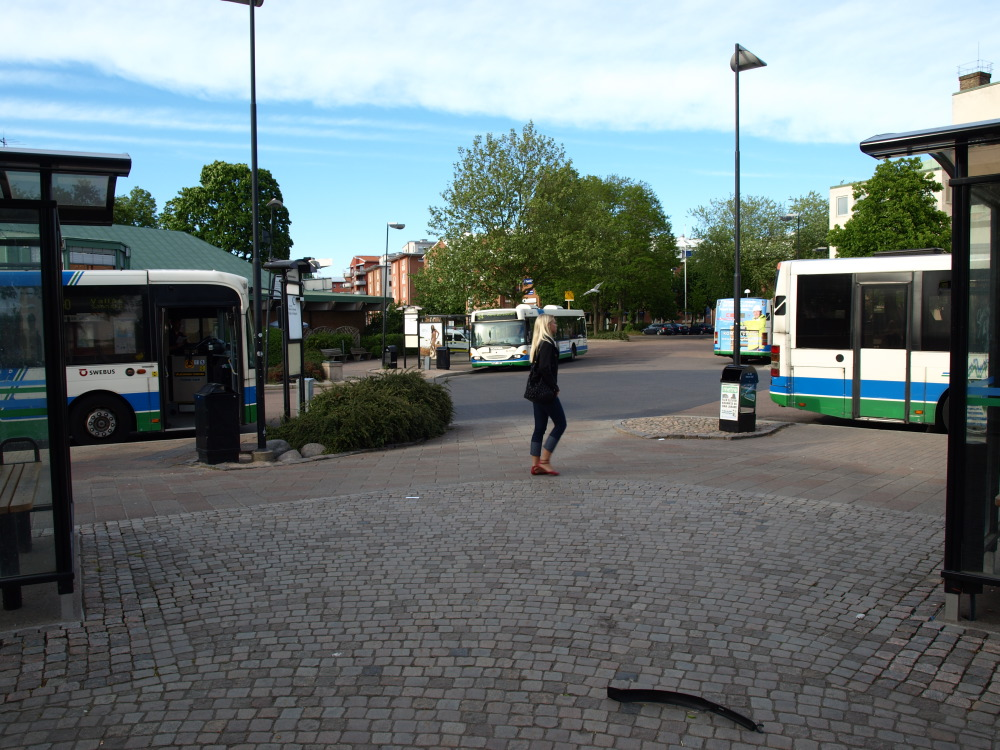
Busstationen vid Österskans, 2008

Österskans är en plats vid Österbro på östra sidan av Nissan i Halmstad. 

## Befästningstiden
Halmstads stadsbefästning anlades åren omkring 1600 av danskarna, ursprungligen under ledning av den nederländske fortifikatören Hans van Steenwinckel den äldre. Österskans var den enda befästningsdelen på östra sidan av Nissan och var avsedd som en ravelin för att skydda bron och Österport, som låg vid Brogatans östra ända. Halmstads befästningar var i huvudsak färdiga 1605 och kompletterades genom ett beslut 1612 med ravelinen på andra sidan ån.
Från Österskans fanns en öppning åt söder, där landsvägen mot Laholm och Skåne (nuvarande Laholmsvägen) började.
En del av stenarna från utanpåverket är fortfarande synliga vid stranden vid Kapsylparken.

## 1800-talet
Österskans revs på 1700-talet i samband med övrig rivning av de vallar som låg på västra sidan av Nissan. I början av 1880-talet utarbetade H.H. Krutmeijer en stadsplan för Östra förstaden, i vilken Österskans ingick i gatumönstret för den nya stadsdelen öster om Nissan. Denna del av stadsplanen genomfördes dock inte, även om en bit av Laholmsvägen nära Österskans blev kvartersmark och trafiken leddes om via den nyanlagda Viktoriagatan.

## 1900- och 2000-talen
Österbro och Österskans var tidigare genomfartsväg för den nord-sydliga trafiken mellan Göteborg och Malmö. År 1956 invigdes Slottsbron något nedströms Österbro, vilken övertog rollen som bro för genomfartstrafiken, medan Österbro blev en lokaltrafikbro. Senare begränsades fordonstrafiken till stadsbussar och Österskans blev en trafikplats med en bussterminal för lokalbusstrafiken i Halmstad. Terminalen flyttades senare till det nyanlagda Halmstads resecentrum vid Laholmsvägen och Halmstads centralstation, som invigdes i december 2017.

## Spår av ravelinen

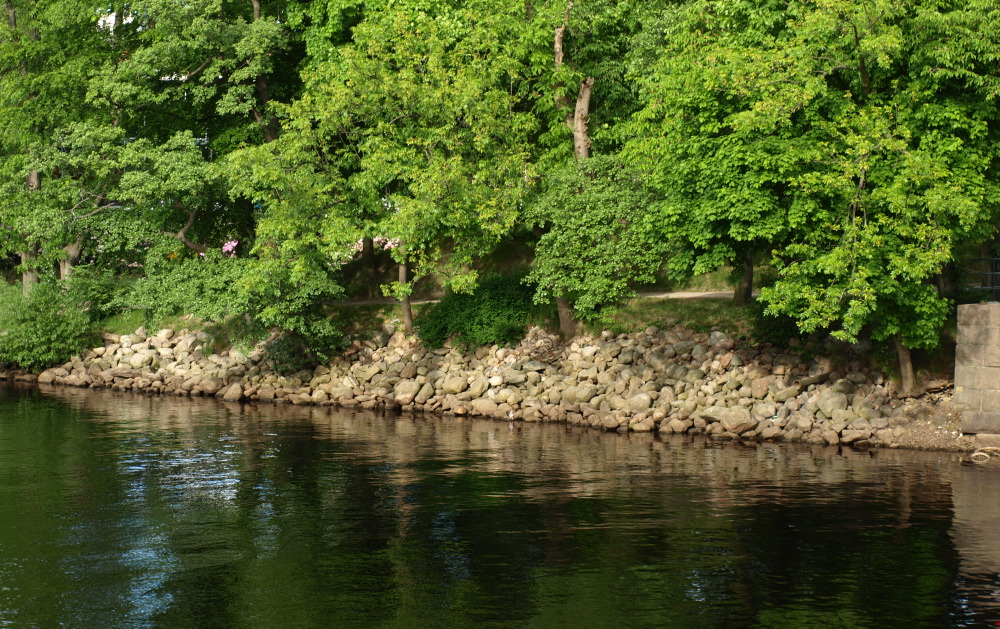
Spår av Halmsdads befästningars utanverk i Kapsylparken

Det finns spår av ravelinen i Kapsylparken. Den låga delen av parken var tidigare den norra vallgranen.

## Framtidsplaner
I mars 2018 offentliggjorde Halmstads kommun planer på att bygga ett 18 våningar högt hotell som ett nytt landmärke för staden, med bland annat en saluhall vid Österskans. Vinnare i en markanvisningstävling av ett förslag från Serneke, Fem Hjärtan Fastigheter, White arkitekter och Winn Hotel Group. Under en senare samrådsprocess minskade det föreslagna hotellets höjd till 14 våningar. Hotellet avsågs att byggas till största delen på nuvarande bilväg på Österskans, på den delen mot parken som i dag är cykelbana samt buskaget närmast vägen, samt till en mindre del - 93 kvadratmeter - i Picassoparken. Byggnadsnämnden gav Fem Hjärtan Fastigheter markanvisning för projektet,. Därefter utbröt protester mot förslaget, vilka ledde till en lokal folkomröstning vid de allmänna valen i september 2022. Denna ledde till en majoritet för att inte genomföra det framlagda förslaget. Kommunfullmäktige valde att följa detta resultat och beslöt att avsluta detaljplanearbetet.
I maj 2024 beslutade kommunfullmäktige att återuppta planeringsarbetet för Österskans. I november 2024 igångsattes en förstudie om byggandet av ett kulturhus med Halmstads kulturskola, hotell och kongresslokaler.